# Стивън Пресфийлд
Стивън Пресфийлд (на английски: Steven Pressfield) е американски сценарист и писател на произведения в жанра исторически роман и документалистика.

## Биография и творчество
Стивън Пресфийлд е роден 31 август 1943 г. в Порт ъф Спейн, Тринидад и Тобаго, където Военноморски сили на флотът, в който служи баща му, е дислоциран. Следва в университета „Дюк“, който завършва през 1965 г. През 1966 г. се присъединява към морската пехота.
След демобилизацията си през 1971 г. се премества в Ню Йорк и работи на множество временни места като рекламен копирайтър, учител, шофьор на трактор с ремарке, барман, пристанищен работник, служител на петролни полета, надзорник в психиатричен център, берач на плодове във Вашингтон и сценарист. Едновременно се опитва да пише, дори в периода, когато е бездомен и живее от задната част на колата си, което описва в книгата си „The War of Art“ (Войната за изкуството).
Преди публикуването на първите му художествени произведения, н продължение на 15 години пише общо 34 сценария за Холивуд, 6, от които са заснети, включително „Животът на Кинг Конг“ от 1986 г., „Над закона“ от 1988 г. с участието на Стивън Сегал и режисиран от Андрю Дейвис, „Беглец в бъдещето“ от 1992 г. , научнофантастичен филм с участието на Емилио Естевес, Мик Джагър и Антъни Хопкинс, и „Дървото на Джошуа“ от 1993 г. с участието на Долф Лундгрен и Джордж Сегал, който режисиран от каскадьора Вик Армстронг.
Първият му роман „The Legend of Bagger Vance“ (Легенда за Багър Ванс) е издаден през 1995 г. През 2000 г. романът е екранизиран в едноименния филм с участието на Уил Смит, Мат Деймън и Чарлийз Терон.
Заедно с писателската си кариера преподава се във Военната академия на САЩ, Военноморската академия на Съединените щати и Основното училище за морската пехота в Куантико.
През 2012 г. заедно със своя агент Шон Койн основават издателство „Black Irish Books“.
Стивън Пресфийлд живее със семейството си в Лос Анджелис.

## Произведения

### Самостоятелни романи
- The Legend of Bagger Vance (1995) – за млад мъж, който се примирява със своите духовни демони чрез играта на голф
- Gates of Fire (1998) – за битката при Термопилите
Термопили в пламъци, изд.: ИК „ЕРА“, София (2004), прев. Марин Загорчев
- Tides of War (1998) – за Алкивиад и Пелопонеските войни
- Last of the Amazons (2002) – за Тезей, легендарният атински цар, отплавал към северното крайбрежие на Черно море, обитавано от амазонките
Последната амазонка, изд.: ИК „ЕРА“, София (2005), прев. Петър Нинов
- The Virtues of War (2004) – за Александър Велики
Александър : добродетелите на войната, изд.: ИК „Бард“, София (2018), прев. Крум Бъчваров
- The Afghan Campaign (2006) – за завоеванията на Александър Велики в Афганистан
- Killing Rommel (2008) – измислен разказ за патрул на британската група за дълги разстояния в пустинята по време на Северноафриканската кампания на Втората световна война
Заговорът срещу Ромел Лисицата, изд.: ИК „ЕРА“, София (2008), прев. Надежда Розова
- The Profession (2011) – за наемните мощни, авангардни армии наемници, наемани от петролните компании, мултинационалните корпорации и банки, за да контролират глобалния хаос и да защитят своите богатства
- 36 Righteous Men (2019) – криминален трилър свързан с еврейската легенда за 36-те тайни праведници, които защитават света от унищожение
- A Man at Arms (2021) – за войните в Йерусалим и Синайската пустиня през първи век

### Документалистика
- The War of Art (2002)
- The Warrior Ethos (2011)
- Turning Pro (2012)
- The Authentic Swing (2013)
- The Lion's Gate (2014)
- Do the Work (2014)
- An American Jew (2015)
- The Knowledge (2016) – мемоари
- Nobody Wants to Read Your Sh*t (2016)
- The Artist's Journey (2018)

### Екранизации
- 1986 Животът на Кинг Конг, King Kong Lives
- 1988 Над закона, Above the Law
- 1992 Беглец в бъдещето, Freejack
- 1993 Joshua Tree
- 1995 Двойствен живот, Separate Lives
- 2000 Легенда за Багър Ванс, The Legend of Bagger Vance